# Danh sách trường đại học và cao đẳng tại Đà Nẵng
Đại học, trường đại học, học viện và viện hàn lâm là các cơ sở giáo dục bậc cao đào tạo các bậc đại học và sau đại học, mang tính mở. Chất lượng đào tạo, nghiên cứu khoa học, danh giá với nhà tuyển dụng, phạm vi ảnh hưởng của trường và thành tích cựu sinh viên tạo nên danh tiếng của trường đại học. Việt Nam đã có nhiều cột mốc về đào tạo bậc cao trong lịch sử, từ trường đại học đầu tiên tại Việt Nam mang tên Quốc tử giám được thành lập từ năm 1076.
Mô hình một hệ thống đại học tập hợp nhiều trường đại học thành viên ít được phát triển hơn tại Việt Nam.  Đối với các trường đại học công lập có hai cơ chế hoạt động chính đó là nhà nước kiểm soát và tự chủ. Với cơ chế tự chủ các trường đại học sẽ được quyền chủ động về vấn đề nhân sự, chương trình đào tạo, hoạt động nghiên cứu khoa học và tài chính vì vậy nhà nước giảm ngân sách cấp cho nhóm trường này.
Học viện hay viện hàn lâm là mô hình giáo dục được phát triển từ đại học, ra đời sau này. So với đại học, học viện và viện hàn lâm chú trọng nghiên cứu hơn. Viện hàn lâm là cơ sở giáo dục bậc cao cấp cao nhất, thành viên của viện hàn lâm thường bao gồm những cá nhân xuất chúng trong những lĩnh vực có liên quan, những người được các thành viên khác bầu chọn, hoặc được chính phủ bổ nhiệm, chỉ đào tạo bậc sau đại học. Giá trị văn bằng được cấp bởi đại học và học viện là tương đương nhau.

## Danh sách các học viện, trường đại học, cao đẳng
| STT                                              | Tên trường đại học                                                   | Tên viết tắt                                     | Mã trường                                        | Năm thành lập                                    | Nhóm ngành đào tạo | Đơn vị chủ quản                                  | Trụ sở                                           | Người điều hành                                      | Ghi chú | Tự chủ tài chính                                 |
| Nhóm trường đại học, học viện, cao đẳng công lập | Nhóm trường đại học, học viện, cao đẳng công lập                     | Nhóm trường đại học, học viện, cao đẳng công lập | Nhóm trường đại học, học viện, cao đẳng công lập | Nhóm trường đại học, học viện, cao đẳng công lập | Nhóm trường đại học, học viện, cao đẳng công lập | Nhóm trường đại học, học viện, cao đẳng công lập | Nhóm trường đại học, học viện, cao đẳng công lập | Nhóm trường đại học, học viện, cao đẳng công lập     | Nhóm trường đại học, học viện, cao đẳng công lập | Nhóm trường đại học, học viện, cao đẳng công lập |
| ------------------------------------------------ | -------------------------------------------------------------------- | ------------------------------------------------ | ------------------------------------------------ | ------------------------------------------------ | --- | ------------------------------------------------ | ------------------------------------------------ | ---------------------------------------------------- | --- | ------------------------------------------------ |
| 1                                                | Trường Đại học Bách khoa                                             | DUT                                              | DDK                                              | 1975                                             | Kỹ thuật | Đại học Đà Nẵng                                  | Quận Liên Chiểu                                  | Hiệu trưởng - PGS. TS. Nguyễn Hữu Hiếu               | Trường là một trong các trường kỹ thuật đa ngành hàng đầu Việt Nam, một trong ba trường Đại học Bách khoa của cả nước cùng với Trường Đại học Bách khoa Hà Nội và Trường Đại học Bách khoa Thành phố Hồ Chí Minh. |                                                  |
| 2                                                | Trường Đại học Kinh tế                                               | DUE                                              | DDQ                                              | 1975                                             | Kinh tế | Đại học Đà Nẵng                                  | Quận Ngũ Hành Sơn                                | Hiệu trưởng - PGS. TS. Nguyễn Mạnh Toàn              | Trường là một trong các trường chuyên đào tạo về kinh tế và thương mại hàng đầu Việt Nam cùng với Trường Đại học Kinh tế Quốc dân và Trường Đại học Kinh tế Thành phố Hồ Chí Minh | ✓                                                |
| 3                                                | Trường Đại học Ngoại ngữ                                             | UFL                                              | DDF                                              | 1985                                             | Ngoại ngữ, Sư phạm Ngoại ngữ, Nhân văn học | Đại học Đà Nẵng                                  | Quận Cẩm Lệ                                      | Hiệu trưởng - PGS. TS. Trần Hữu Phúc                 | Trường là một trong ba trường Đại học ngoại ngữ của Việt Nam cùng với Trường Đại học Ngoại ngữ Hà Nội và Trường Đại học Ngoại ngữ Huế |                                                  |
| 4                                                | Trường Đại học Sư phạm                                               | UED                                              | DDS                                              | 1975                                             | Sư phạm, Giáo dục | Đại học Đà Nẵng                                  | Quận Liên Chiểu                                  | Hiệu trưởng - PGS. TS. Lưu Trang                     | Trường là một trong những trường đại học sư phạm trọng điểm quốc gia có nhiệm vụ đào tạo giáo viên ở khu vực miền Trung - Tây Nguyên |                                                  |
| 5                                                | Trường Đại học Sư phạm Kỹ thuật                                      | UTE                                              | DSK                                              | 1962                                             | Kỹ thuật, Sư phạm Kỹ thuật | Đại học Đà Nẵng                                  | Quận Hải Châu                                    | Hiệu trưởng - PGS. TS. Phan Cao Thọ                  | |                                                  |
| 6                                                | Trường Đại học Công nghệ thông tin và Truyền thông Việt - Hàn        | VKU                                              | VKU                                              | 2020                                             | Công nghệ thông tin, kinh tế số | Đại học Đà Nẵng                                  | Quận Ngũ Hành Sơn                                | Hiệu trưởng - PGS. TS. Huỳnh Công Pháp               | Trường là một trong những cơ sở đào tạo chuyên ngành công nghệ thông tin, kinh tế số duy nhất khu vực Miền Trung-Tây Nguyên, đáp ứng kịp thời Cách mạng Công nghiệp 4.0 |                                                  |
| 7                                                | Viện Nghiên cứu và Đào tạo Việt - Anh                                | VNUK                                             | DDV                                              | 2014                                             | Kinh tế, Kỹ thuật | Đại học Đà Nẵng                                  | Quận Hải Châu                                    | Viện trưởng - TS. Nguyễn Thị Mỹ Hương                | Viện được thành lập dựa trên hợp tác của Chính phủ Việt Nam và Vương quốc Anh, là giai đoạn đầu của dự án thành lập Trường Đại học Quốc tế Việt – Anh thuộc Đại học Đà Nẵng. |                                                  |
| 8                                                | Trường Y Dược, Đại học Đà Nẵng                                       | SMP                                              | DDY                                              | 2007                                             | Y khoa, Dược học | Đại học Đà Nẵng                                  | Quận Ngũ Hành Sơn                                | Hiệu trưởng - TS. BS. Lê Viêt Nho                    | Trường là một cơ sở đào tạo bác sĩ, dược sĩ có trình độ đại học, sau đại học, nghiên cứu khoa học và chuyển giao công nghệ y dược, chăm sóc sức khỏe cho nhân dân |                                                  |
| 9                                                | Trường Đại học Kỹ thuật Y Dược Đà Nẵng                               | YDN                                              | YDN                                              | 1963                                             | Y khoa, Dược học, Kỹ thuật Y tế | Bộ Y tế                                          | Quận Hải Châu                                    | Hiệu trưởng - TS. BS. Lê Thị Thuý                    | Trường là một trong những cơ sở đào tạo chuyên ngành y học, dược học cho cả nước, là trường công lập thuộc hệ thống giáo dục Việt Nam. |                                                  |
| 11                                               | Trường Đại học Thể dục Thể thao Đà Nẵng                              | UPES3                                            | TTD                                              | 1977                                             | Thể thao, Sức khoẻ | Bộ Văn hóa, Thể thao và Du lịch                  | Quận Thanh Khê                                   | Hiệu trưởng - PGS. TS. Phan Thanh Hài                | Trường là một trong những cơ sở đào tạo chuyên ngành đội ngũ cán bộ thể dục, thể thao, một trong ba trường Đại học thể dục, thể thao của Việt Nam cùng với Trường Đại học Thể dục Thể thao Bắc Ninh và Trường Đại học Thể dục Thể thao Thành phố Hồ Chí Minh |                                                  |
| 12                                               | Học viện Chính trị - khu vực III                                     | HCMA3                                            |                                                  | 1949                                             | Hành chính học, quản lý nhà nước | Học viện Chính trị Quốc gia Hồ Chí Minh          | Quận Sơn Trà                                     | Giám đốc - PGS.TS. Đoàn Triệu Long                   | Trường chuyên đào tạo, bồi dưỡng đội ngũ cán bộ khu vực Miền Trung - Tây Nguyên |                                                  |
| 13                                               | Trường Đại học Xây dựng Miền Trung phân hiệu Đà Nẵng                 | MUCEDN                                           | XDN                                              | 2016                                             | Kỹ thuật | Bộ Xây dựng                                      | Quận Liên Chiểu                                  | Phụ trách phân hiệu - TS. Huỳnh Ngọc Hào             | |                                                  |
| 14                                               | Trường Đại học Mở Hà Nội phân hiệu Đà Nẵng                           | HOU                                              | MHN                                              | 1994                                             | Đa ngành | Bộ Giáo dục và Đào tạo                           | Quận Hải Châu                                    | TS. Nguyễn Cao Chương                                | |                                                  |
| 15                                               | Phân hiệu Học viện Hành chính Quốc Gia (Việt Nam) tại tỉnh Quảng Nam | NAPA                                             | HCH                                              | 1959                                             | ● Quản trị văn phòng ● Quản trị nguồn nhân lực ● Luật + Chuyên ngành Luật - Thanh tra ● Quản lý Nhà Nước ● Quản lý Văn hóa + Chuyên ngành Quản lý Văn hoá về Di sản Văn hóa và Phát triển Du lịch ● Hệ thống thông tin ● Văn hóa học + Chuyên ngành Văn hóa học về Du lịch | Học viện Chính trị Quốc gia Hồ Chí Minh          | Quận Hải Châu                                    | Quyền Giám đốc Phân hiệu - PGS.TS. Nguyễn Hoàng Hiển | Trường là trung tâm quốc gia về thực hiện các chức năng đào tạo, bồi dưỡng năng lực, kiến thức, kỹ năng về hành chính, lãnh đạo, quản lý cho nền công vụ Việt Nam, cho đội ngũ cán bộ, công chức, viên chức của nhà nước trong khu vực Miền Trung; đào tạo nguồn nhân lực, nghiên cứu khoa học hành chính và tư vấn cho Bộ Nội vụ trong lĩnh vực Hành chính công và Quản lý Nhà Nước trên toàn quốc. Đây là cơ sở giáo dục và đào tạo hệ công lập nằm trong nhóm các trường Đại học, Học viện trọng điểm của Quốc gia Việt Nam. |                                                  |
| 16                                               | Trường Cao đẳng Du lịch Đà Nẵng                                      | DVTC                                             | CDT0404                                          |                                                  | Du lịch | Bộ Văn hóa, Thể thao và Du lịch                  | Quận Ngũ Hành Sơn                                | Hiệu trưởng - ThS. Nguyễn Duy Quang                  | |                                                  |
| 17                                               | Trường Cao đẳng Giao thông Vận tải Trung ương V                      |                                                  | CDT0402                                          |                                                  | Kỹ thuật | Bộ Giao thông vận tải                            | Quận Liên Chiểu                                  | Hiệu trưởng - TS. Nguyễn Văn Tươi                    | |                                                  |
| 18                                               | Trường Cao đẳng Kinh tế - Kế hoạch Đà Nẵng                           |                                                  |                                                  | 1976                                             | Kinh tế | Bộ Kế hoạch và Đầu tư                            | Quận Liên Chiểu                                  | Hiệu trưởng - TS. Nguyễn Văn Huỳnh                   | |                                                  |
| 19                                               | Trường Cao đẳng Lương thực Thực phẩm                                 | CFI                                              |                                                  | 1976                                             | Lương thực, thực phẩm | Bộ Nông nghiệp và Phát triển Nông thôn           | Quận Sơn Trà                                     | Hiệu trưởng - TS. Đỗ Chí Thịnh                       | |                                                  |
| 20                                               | Trường Cao đẳng Thương mại Đà Nẵng                                   | CDTM                                             | CDT0403                                          | 2006                                             | Kinh tế | Bộ Công thương                                   | Quận Thanh Khê                                   | Hiệu trưởng - TS. Võ Hồng Sơn                        | |                                                  |
| 21                                               | Trường Cao đẳng Nghề Đà Nẵng                                         | DVTC                                             |                                                  |                                                  | Du lịch, Dịch vụ lưu trú | Bộ Văn hóa, Thể thao và Du lịch                  |                                                  |                                                      | |                                                  |
| 22                                               | Trường Cao đẳng Nghề số 5                                            |                                                  |                                                  |                                                  | Đa ngành | Bộ Quốc phòng                                    |                                                  |                                                      | |                                                  |
| 23                                               | Trường Cao đẳng Văn hóa Nghệ thuật Đà Nẵng                           | VHNTDNG                                          |                                                  |                                                  | Văn hóa, Nghệ thuật | Ủy ban nhân dân thành phố Đà Nẵng                |                                                  |                                                      | |                                                  |
| Nhóm trường đại học, cao đẳng tư thục và dân lập |                                                                      |                                                  |                                                  |                                                  | |                                                  |                                                  |                                                      | |                                                  |
| 1                                                | Trường Kinh tế                                                       |                                                  |                                                  | 2020                                             | Kinh tế | Đại học Duy Tân                                  | Quận Thanh Khê                                   |                                                      | |                                                  |
| 2                                                | Trường Khoa học máy tính                                             |                                                  |                                                  | 2020                                             | Kỹ thuật, Máy tính | Đại học Duy Tân                                  | Quận Hải Châu                                    |                                                      | |                                                  |
| 3                                                | Trường Công nghệ                                                     |                                                  |                                                  | 2020                                             | Kỹ thuật | Đại học Duy Tân                                  | Quận Liên Chiểu                                  |                                                      | |                                                  |
| 4                                                | Trường Ngoại ngữ                                                     |                                                  |                                                  | 2020                                             | Ngoại ngữ | Đại học Duy Tân                                  | Quận Hải Châu                                    |                                                      | |                                                  |
| 5                                                | Trường Y Dược                                                        |                                                  |                                                  | 2020                                             | Y khoa, Dược học | Đại học Duy Tân                                  | Quận Liên Chiểu                                  |                                                      | |                                                  |
| 6                                                | Trường Đại học Kiến trúc Đà Nẵng                                     | DAU                                              | KTD                                              | 2006                                             | Đa ngành |                                                  | Quận Hải Châu                                    | Hiệu trưởng -TS. KTS. Phạm Anh Tuấn                  | Trường là một trong ba trường Đại học chuyên ngành về kiến trúc của Việt Nam. |                                                  |
| 7                                                | Trường Đại học Đông Á                                                | UDA                                              | DAD                                              | 2009                                             | Đa ngành |                                                  | Quận Hải Châu                                    | Hiệu trưởng -TS. Nguyễn Thị Anh Đào                  | |                                                  |
| 8                                                | Trường Đại học FPT tại Đà Nẵng                                       | FPT                                              |                                                  | 2006                                             | Đa ngành |                                                  | Quận Ngũ Hành Sơn                                | Giám đốc -TS. Trần Ngọc Tuấn                         | |                                                  |
| 9                                                | Đại học Greenwich                                                    | GWU                                              | FGW                                              | 2007                                             | - Công nghệ thông tin -Trí tuệ nhân tạo (dự liến từ 2024) - Thiết kế đồ hoạ & kỹ thuật số - Quản trị kinh doanh (Marketing, Kinh doanh quốc tế, Quản trị Truyền thông, Quản trị sự kiện, Quản trị kinh doanh)                                                              | FPT Education                                    | Quận Sơn Trà                                     | Giám đốc -TS. Nguyễn Duy Nghiêm                      | Greenwich Việt Nam hay còn gọi là Đại học Greenwich liên kết với FPT Education là chương trình liên kết quốc tế của Trường Đại học FPT và Đại học Greenwich, Vương Quốc Anh từ năm 2009. Với sứ mệnh nâng cao chất lượng nguồn nhân lực Việt Nam theo hướng hội nhập quốc tế, Greenwich Việt Nam đào tạo chương trình đại học nguyên bản của Anh Quốc. Hiện nay, trường có 4 cơ sở đào tạo bậc đại học tại các thành phố lớn là Hà Nội, Đà Nẵng, TP. Hồ Chí Minh và Cần Thơ với đông đảo sinh viên đã và đang theo học.         | ✓                                                |
| 10                                               | Trường Đại học Mỹ tại Việt Nam                                       | AUV                                              |                                                  | 2016                                             | Đa ngành |                                                  | Quận Ngũ Hành Sơn                                | TS. Bình Trần                                        | |                                                  |
| 11                                               | Trường Cao đẳng Bách khoa Đà Nẵng                                    |                                                  |                                                  |                                                  | |                                                  | Quận Cẩm Lệ                                      | Cô Nguyễn Thị Kim Phượng - Chủ tịch HĐQT Trường      | |                                                  |
| 12                                               | Trường Cao đẳng Hoa Sen                                              | HSC                                              | CDD0402                                          |                                                  | Đa ngành |                                                  | Quận Thanh Khê                                   |                                                      | |                                                  |
| 13                                               | Trường Cao đẳng Lạc Việt                                             |                                                  |                                                  |                                                  | Đa ngành |                                                  | Quận Hải Châu                                    |                                                      | |                                                  |
| 14                                               | Trường Cao đẳng Phương Đông                                          |                                                  |                                                  |                                                  | Đa ngành |                                                  | Quận Hải Châu                                    |                                                      | |                                                  |